# Julius Simonsen

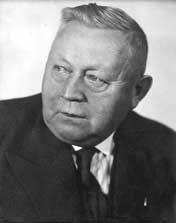
Julius Simonsen (ca. 1940)

Julius Nicolaus Simonsen (* 1876 in Süderbrarup; † 1943 in Oldenburg in Holstein) war ein deutscher Kaufmann, Fotograf und Verleger. 1899 gründete er in Oldenburg (Holstein) den gleichnamigen  Kunstverlag Julius Simonsen.

## Leben
Julius Simonsen wurde 1876 in Süderbrarup auf der schleswig-holsteinischen Halbinsel Angeln als Sohn eines Schlachtermeisters geboren. Zunächst absolvierte Simonsen eine kaufmännische Lehre, ehe er 1896 in Oldenburg (Holstein) das Fotografen-Handwerk erlernte. Im Jahr 1899 übernahm er das Geschäft seines dänischen Lehrmeisters Christensen.

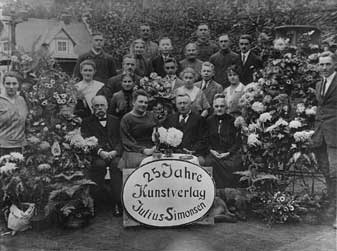
25-jähriges Jubiläum des Kunstverlags Julius Simonsen (1924)

Mit dem Aufblühen des Fremdenverkehrs nach der Jahrhundertwende erschloss sich Simonsen ein neues Betätigungsfeld: Ansichtskarten. Dafür war er vor allem an der Nord- und Ostsee, in Thüringen und im Harz als Fotograf aktiv und veröffentlichte seine Werke im eigenen Kunstverlag.
Dazu kamen zahlreiche Foto-Filialgeschäfte, unter anderen in Burg auf Fehmarn, Heiligenhafen, Grömitz, Dahme, Kellenhusen, Timmendorfer Strand, Travemünde und Boltenhagen in Mecklenburg. In den Jahren des Ersten Weltkriegs brach das Geschäft ein, er und fast alle seine Mitarbeiter waren zum Kriegsdienst eingezogen. Die Herstellung von Passbildern für Soldatenausweise war die Haupteinnahmequelle seiner Ehefrau Käthe mit nur noch einem Angestellten. Aus dem verlorenen Krieg nach Oldenburg zurückgekehrt verdiente Simonsen sein Geld jetzt als Pferdehändler. Erst ab Mitte der 1920er Jahre erlangte die Firma wieder die alte Größe. 1932 übergibt er den Kunstverlag an seinen Sohn Hans, der den Betrieb bis zum Ausbruch des Zweiten Weltkrieges kontinuierlich weiter ausbaute. Julius Simonsen verstarb 1943, mit 67 Jahren in Oldenburg (Holstein).
Nach 1945 wurden nach dem Wegfall der Absatzgebiete in Ostdeutschland neben den Postkarten in erster Linie Gebrauchsdrucksachen und Behördenvordrucke produziert, aber auch die Buchdruckabteilung erweitert. Von 1949 bis 1951 wurde zudem die neu herausgebende Ostholsteinische Kreis-Rundschau in seinem Verlag gedruckt. Der Betrieb zählte etwa 70 Mitarbeiter im Innen- und Außendienst.
Das Postkartengeschäft wurde 1957 eingestellt. Die Druckerei produzierte jedoch weiter, wurde 1970 nach Lensahn verlegt und befindet sich bis heute in Familienbesitz. Seit 2014 ist der Firmensitz in Lübeck.
Über 200 Glasnegative, die der bekannte Fotograf in den Jahren 1900 bis 1930 im Harz mit Schwerpunkt Bad Harzburg erstellte, wurden der Bad Harzburg-Stiftung von Privatseite überlassen, um sie auf der Website Harz-History der Öffentlichkeit zugänglich zu machen.
2024 präsentierte das Museum Windstärke 10 in Cuxhaven in einer großen Sonderausstellung Julius Simonsens weitgehend unveröffentlichte Inselmotive des alten Helgoland der 1920/30er Jahre.
Historische Fotografien von Julius Simonsen gingen 2025 durch eine Schenkung der Fielmann-Stiftung an das Stadtarchiv Eutin.
Werke von Julius Simonsen werden heute zahlreich auf dem Antiquariatsmarkt gehandelt.
Der gleichnamige Schriftsetzermeister Julius Simonsen (1941–2017) war sein Enkel.

## Publikationen (Auswahl)
- Thüringen. (12 Bilder in Radierungsmanier), Hrsg. Kunstverlagsanstalt Julius Simonsen, Oldenburg i. Holstein 1900
- Helgoland (Kupfertiefdruck), Hrsg. Kunstverlagsanstalt Julius Simonsen, Oldenburg i. Holstein 1900
- Wanderungen im Bodetal. Hrsg. Kunstverlagsanstalt Julius Simonsen, Oldenburg i. Holstein 1905
- Göhren auf Rügen. (Radierungsmanier),  Hrsg. Kunstverlag Julius Simonsen, Oldenburg i. Holstein 1920
- Brocken im Harz. (Kupfertiefdruck), Hrsg. Kunstverlag Julius Simonsen, Oldenburg i. Holstein 1920
- Insel Sylt. Hrsg. Kunstverlag Julius Simonsen, Oldenburg i. Holstein 1920
- Wanderungen im Harz von Thale, Bodetal, Treseburg, Altenbrak, Rübeland, Elend, Braunlage, Schierke bis zum Brocken. Hrsg. Kunstverlag Julius Simonsen, Oldenburg i. Holstein ca. 1920
- Goslar am Harz. (echter Kupfertiefdruck), Hrsg. Kunstverlag Julius Simonsen, Oldenburg i. Holstein 1925
- Wanderungen auf der Insel Rügen. Hrsg. Kunstverlag Julius Simonsen, Oldenburg i. Holstein 1925
- Der Harz. (Bildband), Hrsg. Kunstverlag Julius Simonsen, Oldenburg i. Holstein 1925
- Die deutsche Nordsee. (Kupfertiefdruck), Hrsg. Kunstverlag Julius Simonsen, Oldenburg i. Holstein 1925
- Der Oberharz im Winterkleid. (Lichtdruck), Hrsg. Kunstverlagsanstalt Julius Simonsen, Oldenburg i. Holstein 1930
- Goslar a. Harz. Die 1000jährige Stadt. Hrsg. Kunstverlagsanstalt Julius Simonsen, Oldenburg i. Holstein 1930